# تحمل مناعي

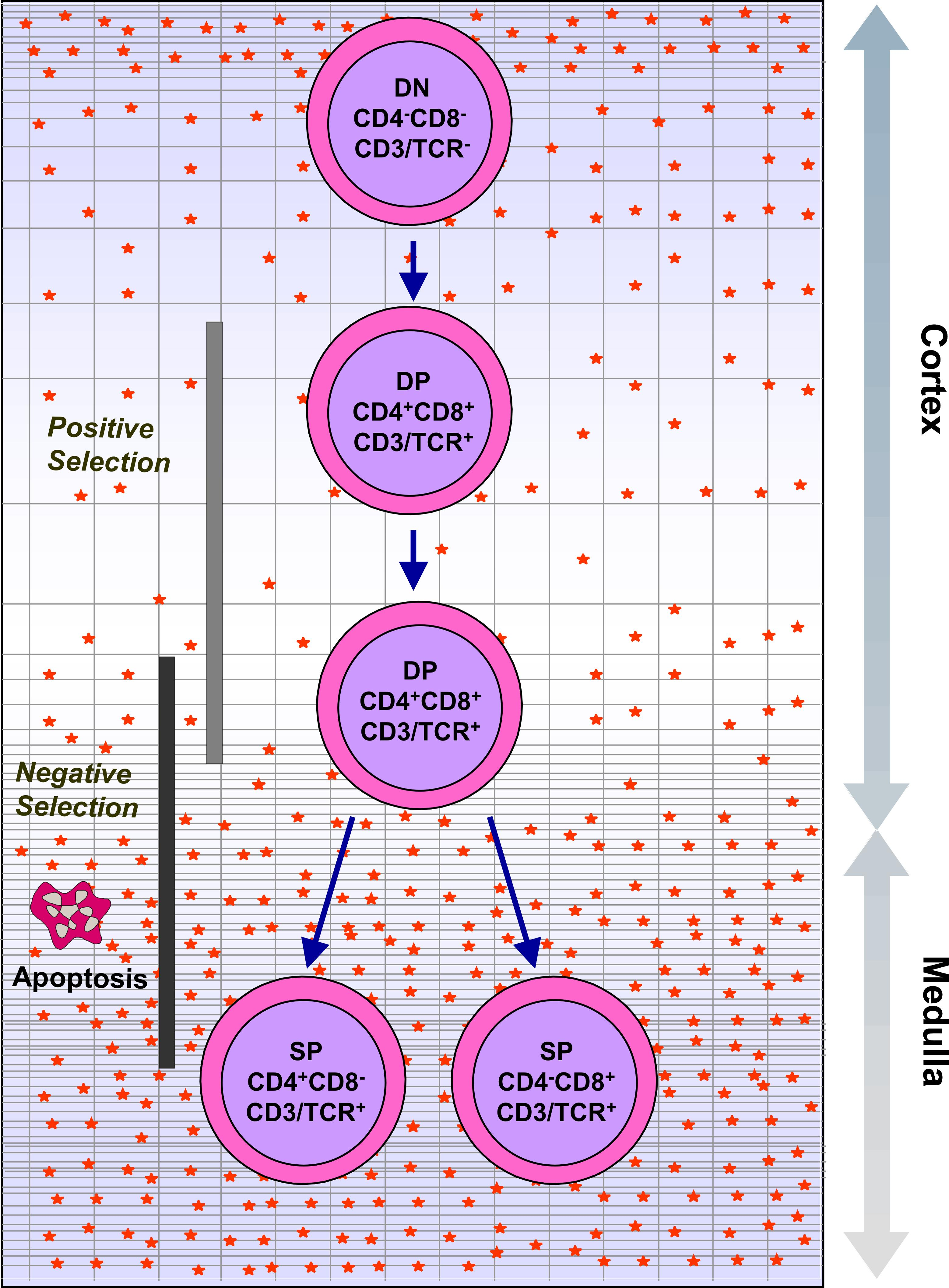

التحمل المناعي أو التسامح المناعي (بالإنجليزية: Immune tolerance)‏ يصف حالة عدم استجابة الجهاز المناعي للمواد أو الأنسجة التي لديها القدرة على إحداث استجابة مناعية. وهو يتناقض مع القضاء التقليدي للمستضدات الخارجية بوساطة الرد المناعي.
ويصنف التحمل المناعي في صنفين التحمل المناعي المركزي أو التحمل المناعي الطرفي تبعا للمكان الذي تنشأ فيه الحالة التي يسببها إما في الغدة الصعترية ونخاع العظام أو في الأنسجة الأخرى والغدد اللمفاوية. الآليات التي تنشأ من خلالها هذه الأشكال من التحمل المناعي تختلف، ولكن التأثير الناتج يبقي مماثلاً في الحالتين.

## التحمل في علم وظائف الأعضاء والطب

### تحمل الطعم الخيفي
يؤدي التعرف المناعي على المستضدات غير الذاتية إلى تعقيد عملية زرع الطعم الخيفي، ويسبب الاستجابة التي يطلقها الجسم تجاه الطعم. ومع ذلك، يوجد حالتان عامتان يقبل فيها الجسم الطعم الخيفي دون مشاكل. يُزرع الطعم في الحالة الأولى في موقع يتمتع بحصانة مناعية (كالعين أو الخصيتين)، أو يملك إشارات جزيئية قوية تمنع حدوث تفاعل التهابي مهم (كالدماغ مثلًا). بينما يحدث في الحالة الثانية نوع من التحمل نتيجة التعرض السابق لمستضدات المتبرع، بطريقة تسبب التحمل بدلًا من التحسس لدى المتلقي، أو نتيجة التعرض لرفض مزمن. قد يؤدي تعرض الجنين طويل المدى لمستضد أجنبي أثناء نموه أو عند الولادة إلى تحمل مركزي، وهذا ما لوحظ في تجارب بيتر مدور حول الطعوم الخيفية لدى الفئران. ومع ذلك، لا يمكن في حالات الزرع المعتادة التعرض للمستضد الأجنبي في وقت باكر كهذا. يستطيع عدد قليل من المرضى تحمل الطعم الخيفي على الرغم من إيقاف جميع العلاجات المثبطة للمناعة، وهي حالة يشار إليها باسم التحمل العملي. قد تلعب دورًا في ذلك الخلايا التائية المنظمة الحاملة لعنقود التمايز 4 وFoxp3 والحاملة لعنقود التمايز 8 دون عنقود التمايز 28، فقد تثبط الاستجابات السامة تجاه الأعضاء المزروعة. بالإضافة إلى ذلك، ترتبط الجينات المتعلقة بوظائف الخلايا القاتلة الطبيعية والتائية الحاملة للسلاسل غاما ودلتا بالتحمل المشاهد لدى مرضى زراعة الكبد. تشير التوقيعات الجينية الفريدة لهؤلاء المرضى إلى الميل الوظيفي لجسمهم نحو التحمل المناعي.

### نمو الجنين
يملك الجنين تركيبة جينية مختلفة عن الأم فهو يعبر عن جينات أبيه أيضًا، وهذا ما يعتبره الجهاز المناعي للأم جسمًا غريبًا. تحمل النساء اللاتي ولدن أطفال عدة من نفس الأب أجسامًا مضادة لخلايا دمه الحمراء وبروتينات معقد التوافق النسيجي الكبير الخاص به. ومع ذلك، لا يرفض جسم الأم الجنين عادةً، ما يجعله طعمًا خيفيًا محمول من الناحية الوظيفية. تهرب أنسجة المشيمة التي تتفاعل مع أنسجة الأم من التعرف المناعي عن طريق تقليل تنظيم التعرف على بروتينات معقد التوافق النسيجي الكبير، إضافةً لتحفيزها تحمل محيطي ملحوظ لأنسجة الجنين. تعبر خلايا الأرومة الغاذية المشيمية عن نوع مميز من مستضدات خلايا الدم البيضاء البشري (HLA-G) مهمته منع مهاجمة الخلايا القاتلة الطبيعية الأمومية للجنين. تعبر هذه الخلايا أيضًا عن إنزيم الإندوليمين 2-3- ديوكسجيناز، وهذا يعمل على قمع استجابة خلايا الأم التائية نتيجة عوز الأحماض الأمينية (الهدم المكثف للتربتوفان). تُثبط خلايا الأم التائية الخاصة بمستضدات أبوية محددة عن طريق الخلايا المتغصنة المحفزة للتحمل المناعي والخلايا التائية المنظمة المفعلة أو الخلايا التائية المنظمة الطبيعية التالية للتفاعل المتصالب. تطلق بعض الخلايا التائية المنظمة الأمومية بروتينات ذوابة شبيهة بالفيبرينوجين 2، وهذا يثبط وظيفة الخلايا المتغصنة والضامة المشاركة في إحداث الالتهاب وتقديم المستضد للخلايا التائية المتفاعلة. تخلق هذه الآليات في المشيمة حصانة مناعية تحمي الجنين من الأم. يؤدي اختراق التحمل المحيطي هذا إلى الإجهاض وفقدان الجنين.

### الميكروبيوم
يستعمر الجلد والجهاز الهضمي وأعضاء عديدة أخرى نظام بيئي خاص بالأحياء الدقيقة يشار إليه باسم الميكروبيوم. تستخدم الثدييات عدة دفاعات تبقي الميكروبيوتا على مسافة آمنة، كأخذ الخلايا المتغصنة عينات من المستضدات الميكروبية وتقديمها للخلايا المعنية. مع ذلك، لا تواجه معظم الأعضاء الأحياء الحية الدقيقة المتعايشة معها وتتحمل وجودها. تشتد استجابة الجسم في حال اخترقت تلك الأحياء الدقيقة الحواجز الفسيولوجية أو كانت مسببة للأمراض. يعتقد أن التحمل المناعي المحيطي للأغشية المخاطية مسؤول عن هذه الظاهرة، وخاصةً المعتمدة على الخلايا التائية المنظمة المفعلة والخلايا المقدمة للمستضد المحفزة للتحمل المناعي. تحفز الخلايا المعوية المتغصنة الحاملة لعنقود التمايز103، والمنتجة لعامل النمو المحول بيتا وحمض الرتينويك، بكفاءة تمايز الخلايا التائية المنظمة المفعلة في الأنسجة اللمفاوية المعوية. تنتج الخلايا التائية المنظمة-1 (سلبية Foxp3) الإنترلوكين- 10، وتتطور في بطانة الأمعاء أيضًا. قد يكون اضطراب التحمل المناعي مسؤولًا عن الآلية الإمراضية في أدواء الأمعاء الالتهابية كداء كرون والتهاب القولون التقرحي.

### التحمل الفموي وفرط الحساسية
يشير التحمل الفموي إلى نوع معين من التحمل المحيطي الناجم عن مستضدات تدخل عن طريق الفم وتتفاعل مع الغشاء المخاطي للقناة الهضمية والأنسجة اللمفاوية المرتبطة بها. يكون انخفاض الاستجابة الناجم عن التعرض الفموي جهازي، ويستطيع التقليل من تفاعلات فرط الحساسية في بعض الحالات. تشير سجلات عام 1829 إلى انخفاض فرط الحساسية التالي لملامسة اللبلاب السام لدى الهنود الحمر بعد استهلاكهم أنواع مشابهة من السماق. ومع ذلك، تنوعت المحاولات المعاصرة للاستفادة من التحمل الفموي في تخفيف حدة أمراض المناعة الذاتية، كالتهاب المفاصل الروماتويدي وتفاعلات فرط الحساسية الأخرى. يمكن تفسير التأثيرات الجهازية للتحمل الفموي بإعادة تدوير الخلايا المناعية الموجودة في أحد الأنسجة المخاطية ضمن نسيج مخاطي آخر، ما يسمح بتوسيع مناعة الغشاء المخاطي. قد يحدث الشيء نفسه للخلايا المتواسطة في التحمل المناعي للغشاء المخاطي.
قد يعتمد التحمل الفموي على نفس آليات التحمل المحيطي التي تحد من التفاعل مع المستضدات البكتيرية في الميكروبيوم، فكلاهما يحوي أنسجة لمفاوية معوية. قد يتطور ذلك أيضًا لمنع تفاعلات فرط الحساسية لبروتينات الطعام. يعتبر الأمر ذو أهمية مناعية هائلة، باعتباره حدث مناعي طبيعي مستمر مدفوع بمستضدات خارجية.
بشكل عام، تعتبر الحساسية وتفاعلات فرط الحساسية ردود فعل مضللة أو مفرطة من الجهاز المناعي، وقد تكون ناجمة عن آليات تحمل محيطي معطلة أو ناقصة التطور. عادةً ما تقوم الخلايا التائية المنظمة وخلايا الفئة الأولى والخلايا التائية المساعدة 3، الموجودة على الأسطح المخاطية، بقمع الخلايا المساعدة من النوع 2 الحاملة لكتلة التمايز 4 والخلايا البدينة والحمضات التي تتوسط الاستجابة التحسسية. قد يساهم نقص الخلايا التائية المنظمة أو تمركزها في الغشاء المخاطي في الإصابة بالربو والتهاب الجلد التأتبي. بذلت محاولات عديدة لتخفيف تفاعلات فرط الحساسية باستخدام التحمل الفموي ووسائل التعرض المتكرر الأخرى. يبدو أن الإعطاء المتكرر لمسببات الحساسية بجرعات متزايدة ببطء، تحت الجلد أو تحت اللسان، فعال في التخفيف من التهاب الأنف التحسسي. قد يؤدي الإعطاء المتكرر للمضادات الحيوية، التي قد تكون أحد أسباب الحساسية، إلى تخفيف الحساسية تجاه المضادات الحيوية لدى الأطفال.